# 高田敞
高田 敞（たかだ たかし、1916年9月19日 - 1985年12月26日）は、日本の経営者。鐘淵化学工業社長、会長を務めた。

## 経歴
東京都出身。1941年に慶應義塾大学法学部を卒業し、同年に鐘紡に入社。1949年9月に鐘淵化学工業に転じ、1962年11月に取締役に就任し、1966年11月に常務、1971年5月に専務、1978年6月に副社長を経て、同年11月には社長に就任した。1984年11月から会長を務めた。
1985年12月26日、心筋梗塞のために死去。69歳没。